# Bogside 69

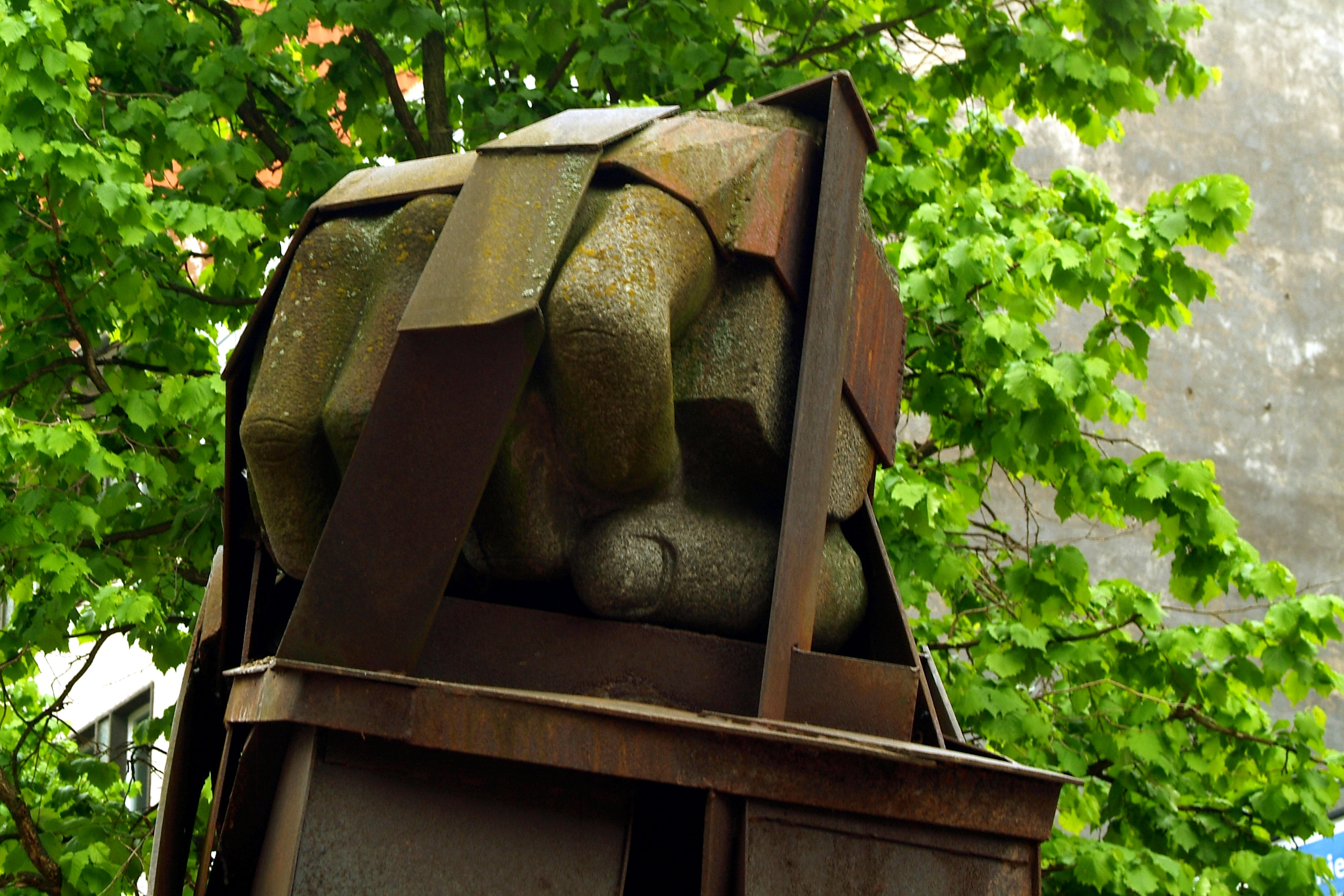
„Die gefangene Faust“ ist ein Fundstück aus einem Granit-Steinbruch der Zeit des Nationalsozialismus.

Die Skulptur Bogside ’69 in Hannover schuf der Bildhauer Hans-Jürgen Breuste anlässlich des 20-jährigen Bestehens von Amnesty International 1981. Standort ist die Osterstraße im Stadtteil Mitte.

## Geschichte
Hans-Jürgen Breuste gewann das Rohmaterial für die in Eisenbändern gefangene Faust aus Granit aus einem Steinbruch, in dem zuvor der im Nationalsozialismus tätige Bildhauer Arno Breker und seine Schüler an ideologischen Großskulpturen gearbeitet hatten. Breuste verband sein historisches Fundstück mit seinem eigenen künstlerischen Schaffen so, dass die Betrachter – selbst ohne Kenntnis der Herkunft der Faust – assoziativ die Verbindung zu den Zielen und Idealen von Amnesty International spüren. Der Künstler verknüpfte mit seiner Skulptur die Menschenrechtsorganisation, die politische Gewalt im Nationalsozialismus und die Verletzungen der Bürgerrechte im Nordirlandkonflikt in der Bogside 1969 – auf die sich der Titel der Skulptur bezieht – zu einem globalen Assoziationsraum zum Thema.
Die Skulptur wurde 1981 erstmals aufgestellt und fand 1989 ihren heutigen Platz.

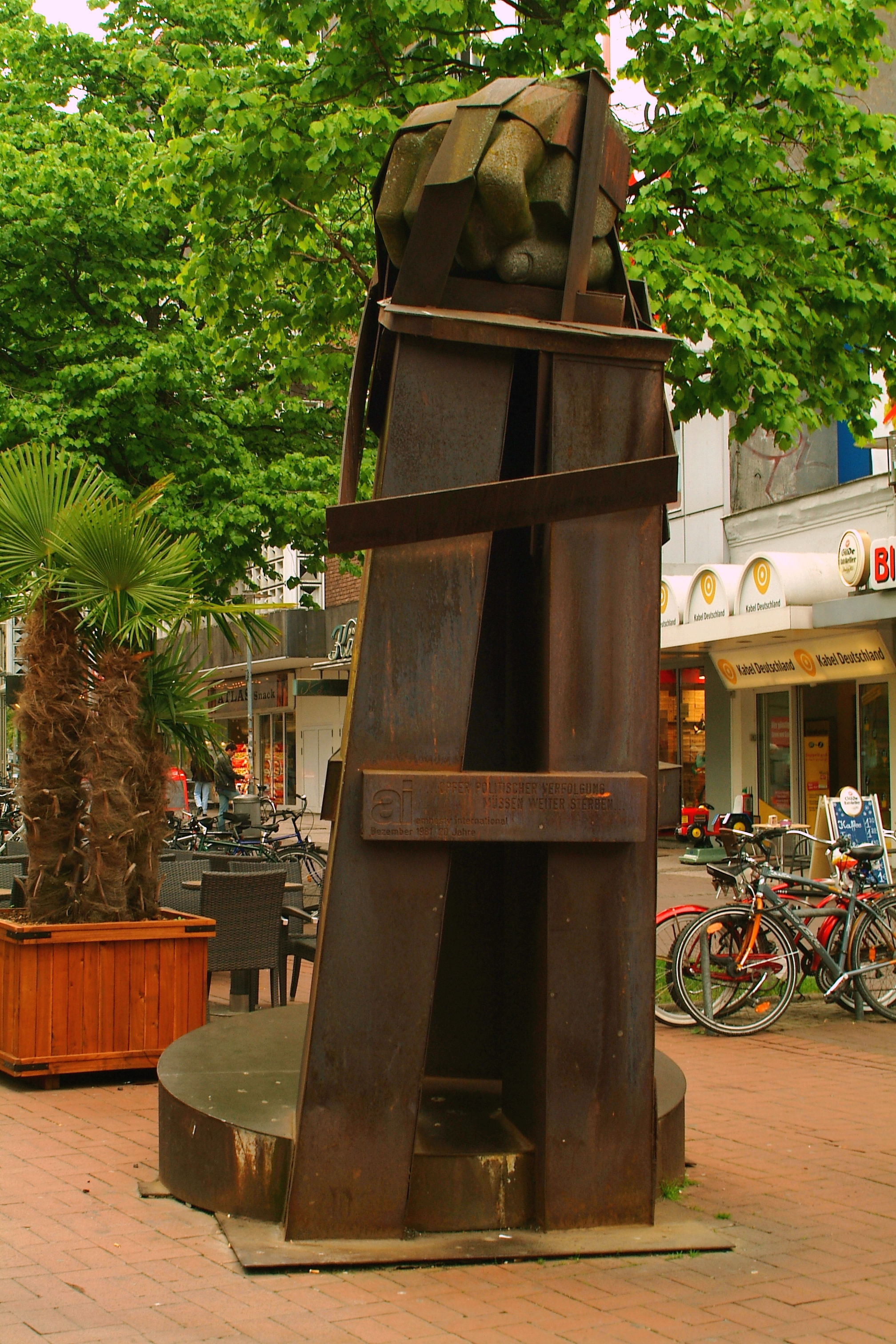
Die Skulptur in der Osterstrasse

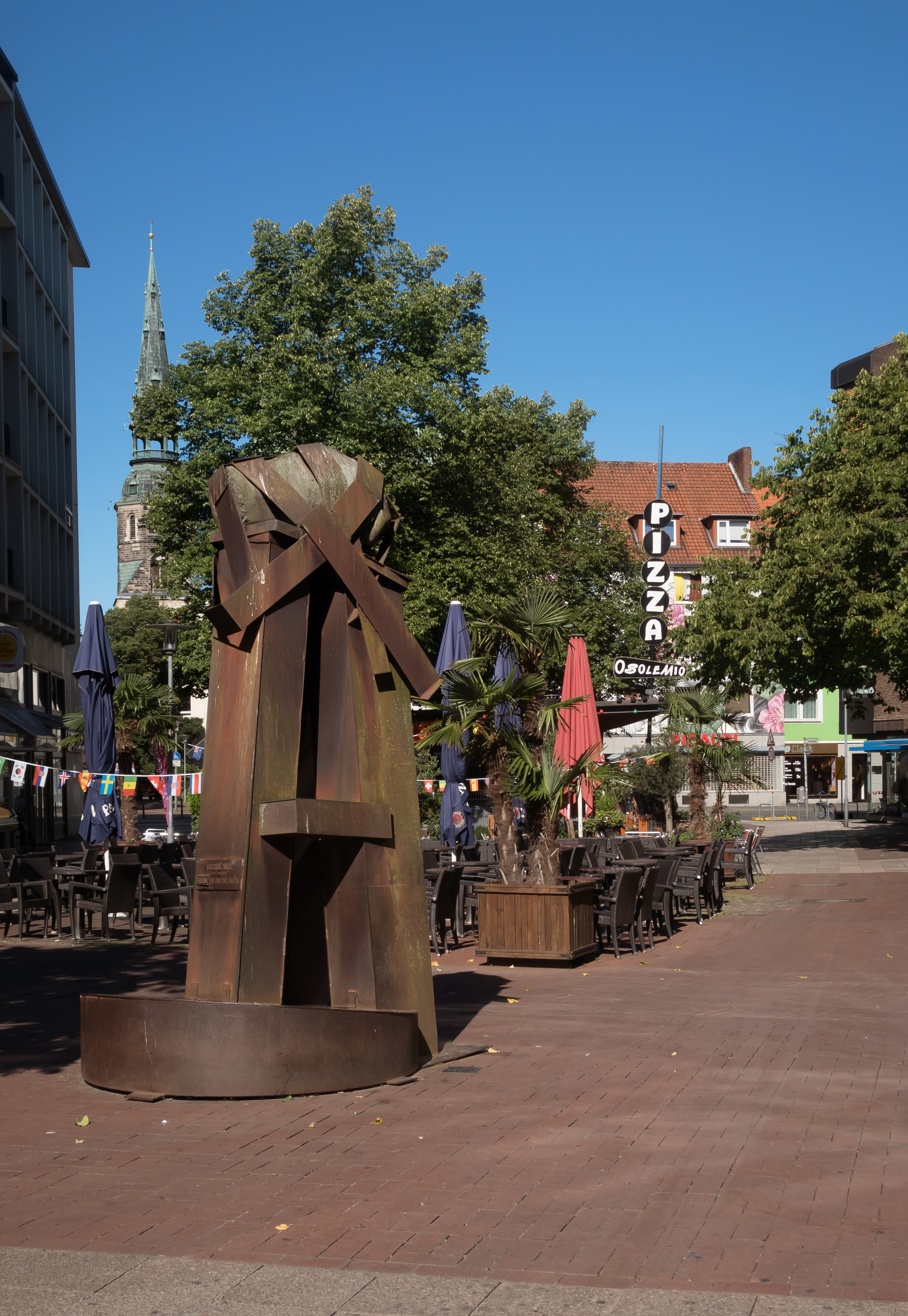
Die Skulptur mit Turm der Kreuzkirche im Hintergrund